# Лось, Феликс Антоний
Феликс Антоний Лось (пол. Feliks Antoni Łoś; 1737 — 27 мая 1804, Нароль) — государственный деятель Речи Посполитой, генерал войск коронных, воевода поморский (1779—1790), староста визненский и скаршевский, библиофил и коллекционер.

## Биография
Представитель польского шляхетского рода Лось герба «Домброва». Старший сын хорунжего червоноградского, каштеляна каменецкого и львовского Людвика Михала Лося (1690—1758) и Елены Скарбек (1710—1764). Младший брат — староста бережанский Иоахим Даниэль.

## Карьера
В молодости Феликс Антоний Лось путешествовал за границей. После возвращения домой был старостой визненским и скаршевским. В 1764 году был избран послом (депутатом) от Пшемысльской земли на элекционный сейм, где поддержал кандидатуру Станислава Августа Понятовского на польский королевский трон, благодаря чему вошел в список сановников и лиц, принадлежавших к окружению короля. В том же 1764 году был избран послом от Жидачевского повята на коронационный сейм.
В 1768 году на сейме он протестовал против ареста и высылки ряда польских сенаторов в Калугу.
В 1788 году вошел в состав конфедерации Четырехлетнего сейма (1788—1792).
4 сентября 1792 года в Варшаве принес присягу на верность Тарговицкой конфедерации.
Кавалер Орденов Святого Станислава (1770) и Белого орла (1779).

## Семья и дети
17 февраля 1765 года в Варшаве женился на Марии Урсуле Мощенской (ок. 1750—1798), дочери воеводы иновроцлавского Анджея Мощенского (1717—1783) и Эльжбеты Урсулы Пшебендовской (1730 — до 1790). Брак был бездетным.
В 1776—1781 годах Феликс Антоний Лось построил в Нароле дворец, который стал одним из самых красивых резиденций в Польше. Эта местность принадлежала роду Лось с 1753 до 1876 год.
После смерти бездетного Феликса Лося его имения унаследовал Маурицы Лось.